# Utti
Utti er en lille stationsby i Sydfinlands len ca. midtvejs mellem Lahti og Lappeenranta.
I 1789 foregik slaget ved Utti mellem svenske og russiske styrker her. I 1918 oprettede generel Carl Gustaf Mannerheim den første finske flybase i byen. I dag er Utti bedst kendt for sin militære flyveplads, hvor hærens fly er stationeret, og sit militære træningsområde, som er base for de finske specialstyrker.